# Revierpark Wischlingen

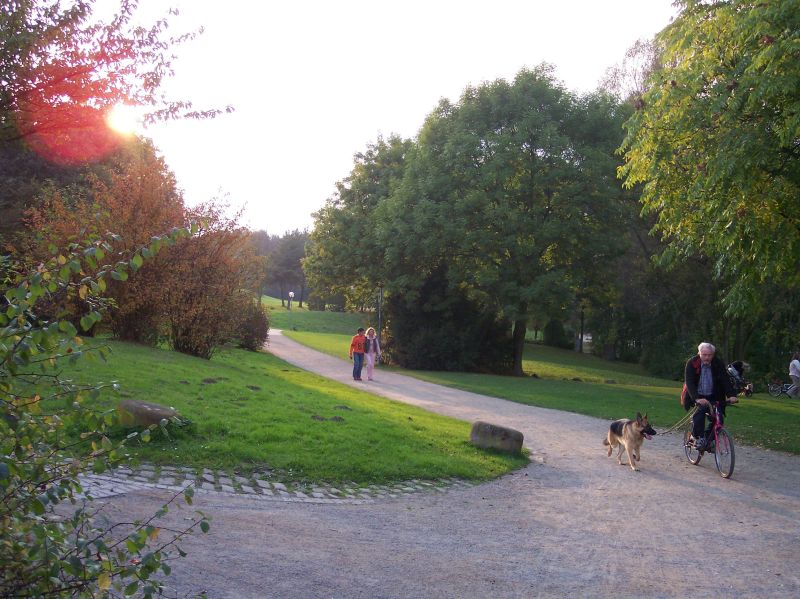
Revierpark Wischlingen

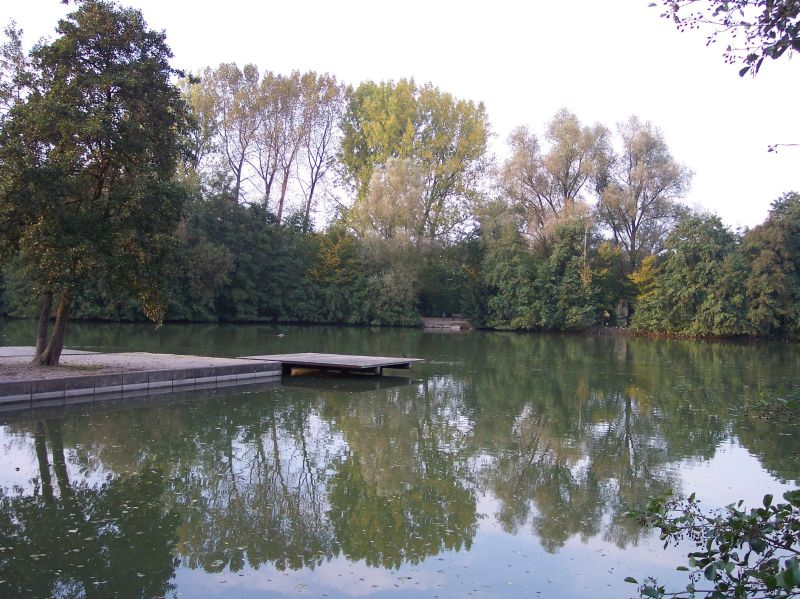
Der See im Revierpark Wischlingen

Der Revierpark Wischlingen ist eine Grün- und Erholungsanlage im Dortmunder Stadtbezirk Huckarde. Er liegt unmittelbar neben dem Naturschutzgebiet Hallerey und erstreckt sich über eine Fläche von 39 ha.
Neben der Parklandschaft mit mächtigen Bäumen, weiten Wiesen und einem Natursee findet sich ein breites Spektrum von Sportanlagen. Ein Solebad mit einer großen Saunalandschaft, ein Waldseilgarten, eine Eishalle, diverse Spielplätze sowie einen großen Wasserspielplatz und die AdventureGolf-Anlage (Minigolf auf Kunstrasen) ermöglichen vielfältige Freizeitaktivitäten.
In der Nähe befindet sich die Station Dortmund-Wischlingen der S-Bahn Rhein-Ruhr (S2).
Die Revierparks entstanden in den 1970er Jahren als Naherholungsgebiete im Ruhrgebiet.
Der Revierpark wird auch für Veranstaltungen genutzt. Seit 1995 fand dort mehrfach das UZ-Pressefest der  DKP statt.
Das 1972 von der Stadt erworbene und in den Freizeitpark integrierte Haus Wischlingen geht auf einen Rittersitz zurück. Die direkt dabei liegende Fachwerkkapelle Wischlingen von 1783 kann für Trauungen genutzt werden.
Die Freizeitanlagen im Revierpark werden von der Revierpark Wischlingen GmbH bewirtschaftet. An dieser sind die Stadt Dortmund  und der Regionalverband Ruhr zu gleichen Teilen beteiligt.
Seit 2012 findet dort, wie auch in anderen Städten der Region, das PollerWiesen-Festival statt.
Im Oktober 2023 war das Freibadgelände der zentrale Zeltplatz der Pfadfinderveranstaltung „Ironscout“ mit über 800 Teilnehmenden. Die Abschlussveranstaltung fand in der Eishalle des Revierparks statt. Die Organisation übernahmen Mitglieder des DPSG Bezirkes Dortmund. die Veranstaltung hatte das Motto „Eine Nacht im Großstadtdschungel“.